# Qijianglong
Qijianglong guokr is een plantenetende sauropode dinosauriër, behorend tot de Eusauropoda, die tijdens het late Jura leefde in het gebied van het huidige China.

## Vondst en naamgeving
In de vroege jaren negentig ontdekte boer Cai Changming in zijn achtertuin in het dorp Heba een wervel van een sauropode. In 2006 ontdekten arbeiders tijdens bouwwerkzaamheden vijfhonderd meter verderop, bij Beidu in het Qijiang Petrified Wood and Dinosaur Footprint National Geological Park te Chongqing in Sechuan, een fossiel van de vis Lepidotes. Experts van de Third Geology and Mineral Resources Exploration Academy of Gansu Province werden erbij geroepen en hoorden toen ook het verhaal van de wervel. Er bleek op de locatie een rijke vindplaats van fossielen aanwezig. De wervel bleek deel van een skelet van een nog onbekende sauropode. 
In 2015 werd de typesoort Qijianglong guokr benoemd en beschreven door Xing Lida, Tetsuto Miyashita, Zhang Jianping, Li Daqing, Ye Yong, Toru Sekiya, Wang Fengping en Philip John Currie. De geslachtsnaam verbindt de naam van het district Qijiang met een Chinees long, "draak". De soortaanduiding is de naam, "notendop", van een Chinees sociaal netwerk voor de wetenschappen, hetwelk het paleontologisch onderzoek vaak heeft ondersteund.
Het holotype, QJGPM 1001, is gevonden in een laag van de late Suiningformatie waarvan de datering onzeker is maar die vermoedelijk stamt uit het Late Jura, mogelijk het Oxfordien, ongeveer 160 miljoen jaar oud. Het bestaat uit een gedeeltelijk skelet met schedel. Bewaard zijn gebleven: een schedeldak met hersenpan en achterhoofd, de achterste rechterzijde van de schedel, een stuk van de rechteronderkaak, een volledige reeks van zeventien halswervels, de eerste zes ruggenwervels, ribben, de vermoedelijk tiende staartwervel, een reeks van achtentwintig achterste staartwervels, chevrons, een linkerschaambeen en twee bovenste teenkootjes. Het gaat om een onvolgroeid exemplaar.

## Beschrijving

### Grootte en onderscheidende kenmerken
Het holotype van Qijianglong was ongeveer vijftien meter lang. 
De beschrijvers wisten enkele onderscheidende kenmerken vast te stellen. Vier daarvan zijn unieke afgeleide eigenschappen, autapomorfieën.  Bij de onderste hersenpan is de processus basipterygoideus plaatvormig, van voor naar achteren gericht en heeft een extra bult evenwijdig aan de tubercula basilaria. De halswervels hebben achterste gewrichtsuitsteeksels die naast hun normale facetten aan de buitenzijde ook een naar achteren gericht vingervormig uitsteeksel vertonen. De achterste halswervels hebben in de uitholling tussen de diapofyse, het bovenste ribgewricht, en het doornuitsteeksel pneumatoporen, gaten waardoorheen uitlopers van de luchtzakken het holle binnenste van de wervel bereikten. Het schaambeen is aan de voorzijde zo hol gekromd dat het vlak van het onderste uiteinde vooraan meer naar voren dan naar beneden gericht is. 
Daarnaast is er een unieke combinatie van op zich niet unieke kenmerken. Het voorhoofdsbeen en het wandbeen zijn van voor naar achteren gemeten ongeveer even lang. Het wandbeen vormt de hele voorrand van het bovenste slaapvenster en sluit het voorhoofdsbeen daarvan dus uit. Op de kruising van de beennaden tussen de voorhoofdsbeenderen en wandbeenderen bevindt zich geen opening maar achteraan de beennaad tussen de wandbeenderen zit wel een opening. Bij de middelste staartwervel is de voorrand van het doornuitsteeksel ingekeept tot een diepste die gelijk is aan de helft van de lengte van het wervellichaam.

### Skelet

#### Schedel en onderkaken
De voorste rechterzijde van de schedel, waaronder een stuk neusbeen, bovenkaaksbeen en traanbeen, is zeer verweerd en er zijn weinig details zichtbaar. Het prefrontale raakt het postorbitale niet. Het psotorbitale is T-vormig met een bolle buitenzijde en een platte bovenzijde. Het quadratum staat vrijwel verticaal en de schacht ervan is sterk gepneumatieerd via een fossa. De pterygoïde vleugel zit tamelijk hoog.
De voorhoofdsbeenderen zijn relatief kort ten opzichte van de wandbeenderen. Het achterhoofdsgat is een staande ovaal, tweemaal hoger dan breed. De processus paroccipitalis is slank, zonder verbreed uiteinde. De deuk tussen de tubera basilaria heeft geen foramen craniopharyngeale. De processus basipterygoideus maakt een hoek van 120° met de bodem van de hersenpan en diengevolgen een hoek van minder dan 90° met de voorste "boeg" van het parasfenoïde; bij de meeste basale sauropoden is de hoek vrijwel haaks. Het basipterygoïde zelf vormt een uitsteeksel dat naar binnen gericht is ten opzichte van het meer naar voren en onderen uitstekende hoofdlichaam van het pterygoïde. Dit is een basaal kenmerk; de afgeleide situatie zoals bij neosauropoden, is dat het langwerpig naar beneden uitsteekt.
Van de rechteronderkaak is een stuk articulare bewaard gebleven dat de onderzijde van het kaakgewricht vormt. Het is ondiep en heeft aan de achterzijde een opvallend retroarticulair uitsteeksel, een hefboom om de kaak te openen, dat naar achteren en bezijden gericht is.

#### Postcrania
De nek, zo'n vijf meter lang, zou door de extra uitsteeksels in horizontale richting verstijfd zijn maar wel goed in staat zijn verticaal te buigen. Een dergelijke constructie zou een aanpassing kunnen zijn aan een zich oprichten op de achterpoten om het bereik van de nek te vergroten en kunnen dienen om met weinig energie een zijdelings omzwikken te verhinderen. De uitsteeksels zitten aan de buitenrand van de achterste gewrichtsuitsteeksels, van de draaier tot en met de veertiende halswervel, en overlappen de bovenste buitenzijde van de voorste gewrichtsuitsteeksels van de achterliggende wervel.
De halswervels zijn, met uitzondering van de amficoele atlas, opisthocoel, dus met een bolle voorzijde en een holle achterzijde. De voorste halswervels zijn driemaal langer dan hoog. Bij de draaier overspant het platte doornuitsteeksel naar achteren de groeve richting de achterste gewrichtsuitsteeksels zodat een overkapte holte gevormd wordt. De draaier is gepneumatiseed met een asymmetrisch patroon van onregelmatige pneumatoporen, twee links en drie rechts. Bij de zesde tot en met achtste wervel is het doornuitsteeksel laag en plaatvormig en splijt achteraan richting gewrichtsuitsteeksels. Bij deze wervels is ook de achterste richel tussen diapofyse en wervellichaam meer geprononceerd dan de richel tussen de diapofyse en het achterste werveluitsteeksel, terwijl dit bij andere memanchisauriden omgekeerd is. Desalniettemin is deze richel hoog genoeg om het wervellichaam te overhangen en buiten het achterste centrumfacet uit te steken, anders dan bij veel verwanten. Doordat het doornuitsteeksel zo laag is, hebben de achterste werveluitsteeksel daarvan tweemaal de hoogte. In de twaalfde tot veertiende wervel ontspruit de richel tussen de diapofyse en het achterste werveluitsteeksel boven de achterste richel tussen diapofyse en wervellichaam, niet aan diens uiteinde, een typisch mamenchisauride kenmerk. De achterste halswervels zijn zwaar gepneumatiseerd, vooral de zeventiende.
De ruggenwervels zijn vrij sterk opisthocoel. Ze zijn langer dan hoog, waarbij de wervelboog plus doornuitsteeksel anderhalf keer zo hoog zijn als het eigenlijke wervellichaam. De doornuitsteeksels zijn gevorkt, zonder naar binnen wijzende kleinere uitsteeksels. In de holte tussen het voorste gewrichtsuitsteeksel en het zijuitsteeksel van de diapofyse bevinden zich pneumatoporen, terwijl die ontbreken bij andere mamenchisauriden. De holte onder het zijuitsteeksel is een lage inzinking met pneumatopoor. De holte tussen het zijuitsteeksel en het voorste gewrichtsuitsteeksel is driemaal zo klein is als de over de bovenste helft door een verticale richel in tweeën gedeelde holte tussen het zijuitsteeksel en het achterste gewrichtsuitsteeksel; bij bepaalde verwanten is die laatste juist kleiner. De ribben hebben een opening, pneumatopoor, onder het capitulum, de onderste ribkop. De voorste staartwervels zijn procoel met een trog op de onderkant; ze missen pleurocoelen. De achterste staartwervels zijn amficoel en hebben doornuitsteeksels en achterste gewrichtsuitsteeksels die het centrum van de achterliggende wervel voor de helft overhangen. De achterste twee staartwervels, de veertigste en de eenenveertigste, zijn vergroeid; dit zou als versteviging van de staartpunt kunnen dienen maar de beschrijvers zijn geneigd er een pathologische afwijking in te zien. De laatste staartwervel heeft geen wervelboog en eindigt in een halve kogel. Bij de middelste staartwervels zijn de chevrons bovenaan gesloten door een beenbrug tussen hun gewrichtsfacetten, terwijl ze bij de achterste staartwervels juist open zijn.
Het relatief robuuste schaambeen is hoog en overdwars plat. De doorsnede overdwars is die van een langgerekte omgekeerde druppel. Bovenaan vormt het foramen obturatum een naar beneden gesloten opening in het stuk dat contact maakt met het zitbeen. De voorrand is hol gekromd, zodanig dat de bolle rand van het brede uiteinde vooraan een hoek van meer dan 45° gemaakt moet hebben met het horizontale vlak. Er loopt een lage kam over de bovenste helft van de achterrand. Boven het beenschort tussen de binnenzijden van beide schaambeenderen bevindt zich geen insnoering.

## Fylogenie
Qijianglong is in de Mamenchisauridae geplaatst. Als deel van de beschrijving is een cladistische analyse uitgevoerd die als uitkomst had dat de mamenchisauriden basale eusauropoden waren en niet hoger in de stamboom stonden als basale Neosauropoda zoals in sommige andere studies. Zijn bestaan suggereert dat die groep lange tijd de fauna van China domineerde en daarbij weinig in vorm veranderde gezien de tamelijk basale bouw die Qijianglong toont.
Qijianglong bevindt zich vrij basaal in de Mamenchisauridae maar staat boven Omeisaurus tianfuensis in de stamboom.